# Volegalea
Volegalea is een geslacht van weekdieren uit de klasse van de Gastropoda (slakken).

## Soorten
- Volegalea carnaria (Röding, 1798)
- Volegalea cochlidium (Linnaeus, 1758)
- Volegalea dirki (Nolf, 2007)